# Leptotarsus (Macromastix) rufiventris
Leptotarsus (Macromastix) rufiventris is een tweevleugelige uit de familie langpootmuggen (Tipulidae). De soort komt voor in het Australaziatisch gebied.